# Comuna Criciova, Timiș
Criciova (în maghiară Kricsó, în sârbă Кричова) este o comună în județul Timiș, Banat, România, formată din satele Cireșu, Cireșu Mic, Criciova (reședința) și Jdioara.

## Localizare
Criciova se situează în estul județului Timiș, pe DJ 681. Se află la o distanță de 77,3 km de municipiul Timișoara și 17,3 km de Lugoj, orașul cel mai apropriat.

## Istorie

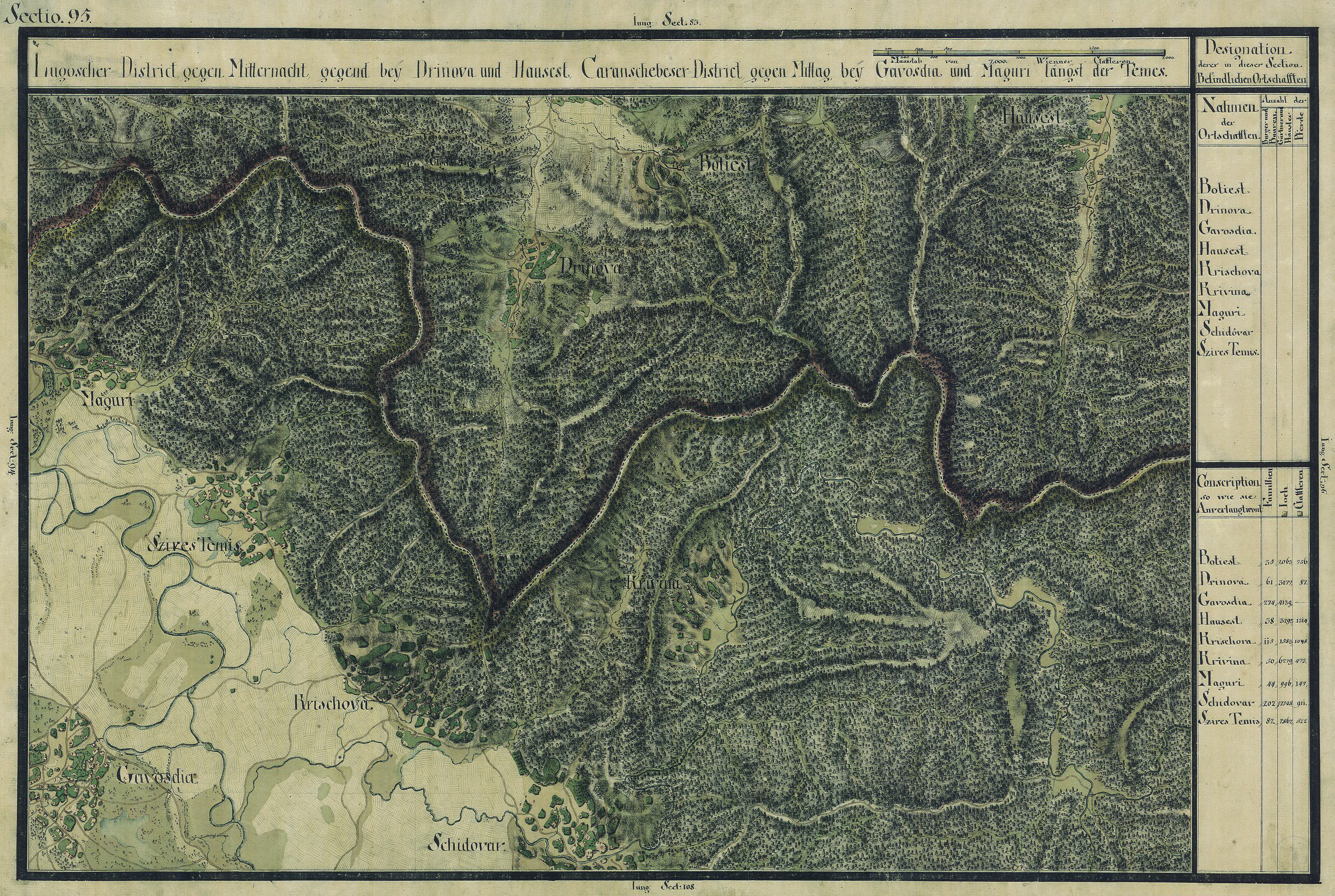
Criciova în Harta Iosefină a Banatului, 1769-72

Prima mențiune documentară despre o așezare locuită în acestea părți o avem din anul 1223. Cercetările arheologice au scos la iveală pe hotarul comunei, resturi de așezări umane care datează din primul secol era noastră. Numele de Criciova este din 1918, până atunci purtând diferite denumiri maghiare și habsburgice:
- Kricsiovai;
- Krichcjova;
- Kristova;
- Krise.

## Politică
Comuna Criciova este administrată de un primar și un consiliu local compus din 11 consilieri. Primarul, Cristian-Iosif Cătană[*], de la Partidul Social Democrat, este în funcție din 1 noiembrie 2024. Începând cu alegerile locale din 2024, consiliul local are următoarea componență pe partide politice:
|  | Partid                           | Consilieri | Componența Consiliului | Componența Consiliului | Componența Consiliului | Componența Consiliului | Componența Consiliului |
|  | -------------------------------- | ---------- | ---------------------- | ---------------------- | ---------------------- | ---------------------- | ---------------------- |
|  | Partidul Social Democrat         | 5          |                        |                        |                        |                        |                        |
|  | Partidul Național Liberal        | 3          |                        |                        |                        |                        |                        |
|  | Alianța pentru Unirea Românilor  | 2          |                        |                        |                        |                        |                        |
|  | Uniunea Ucrainenilor din România | 1          |                        |                        |                        |                        |                        |

Primarul comunei, Ioan Viorel Petrovici, este membru PSD, iar viceprimarul este membru PD. Consiliul Local este constituit din 11 membri împărțiți astfel:
|  | Partidul Social Democrat                    | 5 |  |  |  |  |  |
|  | Alianța Dreptate și Adevăr (1 PD și 1 PNL)  | 2 |  |  |  |  |  |
|  | Partidul Național Țărănesc Creștin Democrat | 1 |  |  |  |  |  |
|  | Partidul România Mare                       | 1 |  |  |  |  |  |
|  | Partidul Noua Generație                     | 1 |  |  |  |  |  |
|  | Independenți                                | 1 |  |  |  |  |  |

## Obiective turistice
- Muzeul Școlar Criciova
- Rezervația Faunistică Jdioara
- Ruinele Cetății Jdioara
- Vechiul Drum Roman

## Demografie
Componența etnică a comunei Criciova
     Români (84,46%)
     Ucraineni (4,09%)
     Alte etnii (0,87%)
     Necunoscută (10,58%)
Componența confesională a comunei Criciova
     Ortodocși (71,87%)
     Baptiști (8,04%)
     Penticostali (6,7%)
     Alte religii (2,08%)
     Necunoscută (11,32%)
Conform recensământului efectuat în 2021, populația comunei Criciova se ridică la 1.493 de locuitori, în scădere față de recensământul anterior din 2011, când fuseseră înregistrați 1.587 de locuitori. Majoritatea locuitorilor sunt români (84,46%), cu o minoritate de ucraineni (4,09%), iar pentru 10,58% nu se cunoaște apartenența etnică. Din punct de vedere confesional, majoritatea locuitorilor sunt ortodocși (71,87%), cu minorități de baptiști (8,04%) și penticostali (6,7%), iar pentru 11,32% nu se cunoaște apartenența confesională.